# 薩賓娜·加德奇
薩賓娜·加德奇（英語：Sabina Gadecki，1983年9月28日—），美國女演員及時裝模特兒。參演過的知名作品如電視劇《謊言堂》（2012年）、《毒梟：墨西哥》（2018年）、《婚外情事》（2019年）、《洛杉磯戰警》（2019年）以及電影《2015大明星小跟班》（2015年）。

## 早期生活
薩賓娜·加德奇出生於麻薩諸塞州波士顿。父母伊蕾娜（Irena）和理查·加德奇（Richard Gadecki）是波蘭人。她畢業於奇科皮高中及霍利奧克社區學院。後在福坦莫大学學習國際商務和傳播，同時在紐約從事模特兒和演藝事業。搬到洛杉磯之前，曾在威廉·埃斯珀工作室學了四年的表演。

## 個人生活
加德奇2015年至2016年與《2015大明星小跟班》同戲的凱文·康諾利交往。2016年在驛馬節上結識鄉村歌手泰勒·瑞奇後開始與對方交往；2019年9月兩人於田纳西州默弗里斯伯勒結婚。夫妻倆登上《南方新娘》（Southern Bride）雜誌2020年冬春季封面。瑞奇為加德奇寫了〈讓她狂野〉（Leave Her Wild）一歌。

## 外部連結
- 薩賓娜·加德奇在互联网电影资料库（IMDb）上的資料（英文）
- Girl Poker Player Profile （页面存档备份，存于）